# Yanis Seguin
Yanis Seguin (Marsella, 1 de enero de 2000) es un deportista francés que compite en triatlón.
Ganó una medalla de plata en el Campeonato Mundial por Relevos Mixtos de 2025 y una medalla de plata en el Campeonato Europeo de Triatlón de 2024.

## Palmarés internacional
| Campeonato Mundial por Relevos Mixtos | Campeonato Mundial por Relevos Mixtos | Campeonato Mundial por Relevos Mixtos | Campeonato Mundial por Relevos Mixtos |
| Año                                   | Lugar                                 | Medalla                               | Prueba                                |
| ------------------------------------- | ------------------------------------- | ------------------------------------- | ------------------------------------- |
| 2025                                  | Hamburgo (Alemania)                   | Medalla de plata                      | Relevo mixto                          |
| Campeonato Europeo                    |                                       |                                       |                                       |
| Año                                   | Lugar                                 | Medalla                               | Prueba                                |
| 2024                                  | Vichy (Francia)                       | Medalla de plata                      | Individual                            |